# Pierre Forcadel
Pierre Forcadel (* um 1500 in Béziers; † 1572 oder 1573) war ein französischer Mathematiker.

## Leben
Pierre Forcadel war der Bruder des Dichters (und Jura-Professors in Toulouse) Étienne Forcadel (1519–1578) dessen Oeuvre poètique 1579 erschienen. Forcadel bildete sich autodidaktisch und möglicherweise an der Universität Paris (College de Presles), wobei er sich vor allem für Mathematik interessierte. Seine Lateinkenntnisse waren nicht sehr gut. Er besuchte Italien und hielt (damals neu) öffentlich in Paris Vorlesungen über Arithmetik, worüber er auch ein Buch in Französisch veröffentlichte.  Dank der Protektion von Pierre de la Ramée (Petrus Ramus) wurde er 1560 Professor (Lecteur du Roi) für Mathematik am Collège de France (damals Collège Royale) als Nachfolger von Jean de Pena,  was er bis 1573 blieb. Seine Mathematikerkollegen am Collège de France waren Pascal Duhamel (1530 bis zu seinem Tod 1565 Professor) und dessen Nachfolger Jacques Charpentier (1566 bis zu seinem Tod 1574 Professor).
Zwar leistete er 1568 einen vom französischen König verlangten Eid auf den katholischen Glauben, stand aber den Hugenotten nahe (mehrere Exemplare seiner Bücher sind hohen Hugenottenführern gewidmet). Kurz vor der Bartholomäusnacht von 1572 verlor er seinen Gönner den Comte de Brissac. Zeitweilig scheint er seinen Lehrstuhl in den Religionswirren verlassen zu haben um Verfolgung zu entgehen.
1565 und 1566 erschien seine Ausgabe der 9 ersten Bücher der Elemente von Euklid, die erste französische Übersetzung.  Er gab auch Übersetzungen der Schriften von Euklid zur Musik heraus, von Archimedes (Gleichgewicht ebener Flächen), Autolykos von Pitane, Theodosios von Bithynien und Proklos (seine Schrift über Bewegungslehre) sowie von Gemma Frisius (Arithmetik) und Oronce Finé (Geometrie), der 1532 bis zu seinem Tod 1555 Professor am Collège Royale war. Außerdem veröffentlichte er Arithmetik-Bücher für die Kaufmanns-Praxis (ein damals in Frankreich neuartiges Unterfangen), unter anderem 1558 ein praktisches Buch zur Addition, Subtraktion und Geld-Umrechnung mit einem System von Spielsteinen nach einer eigenen Methode.
Seine Übersetzungen sind nicht die Besten (er konnte nicht griechisch und sein Latein war nicht sehr gut).  Sein Lehrer Petrus Ramus beschrieb ihn als sine litteratura, sine philosophia. Seine Vorlesungen über Arithmetik und Euklid hielt er in Französisch. Dafür hatte er mathematische Fähigkeiten.

## Schriften
- L'Arithmeticque, en laquelle sont traitées les quatre règles, Paris: Charles Périer 1556, Bayerische Staatsbibliothek (Paris, Cavellat 1557)
- Le premier livre d'Archimède, des choses également pesantes, traduict et commenté par Pierre Forcadel, de Beziès de Archimède et Pierre Forcadel, 1565
- L'Arithmétique entière et abrégée, reveue et augmentée par le mesme Forcadel, Paris: Charles Périer, 1565, 1573
- Les septième, huictième et neufième livres des Élémens d'Euclide, comprenans toute la science des nombres, traduits et commentez par Pierre Forcadel, 1565
- Deux Livres de Proclus, touchant le mouvement, traduits par ledit Forcadel, et imprimés à Paris, 1565
- Le Livre de la musique d'Euclide, traduit par P. Forcadel, Paris: Charles Périer 1566
- Les six premiers livres des Éléments d'Euclide, traduictz par Pierre Forcadel, Paris: Charles Périer 1566
- La Description d'un anneau horaire, démonstrée de l'invention de Pierre Forcadel, Paris: Mathurin Prevoil 1568
- L'Arithmétique par les gects, de Pierre. Forcadel,… divisée en trois livres, de l'invention du dit Forcadel.
- La Practique de la géométrie d'Oronce Finé, dauphinois ; traduicte par Pierre Forcadel, du latin en français. En laquelle est compris l'usage du quarré géométrique, & de plusieurs autres instruments servants à même effet: esfemble la manière de bien mesurer toutes sortes de plans & quantités corporelles, avec les figures & démonflrations, Paris: Gilles Gourbin 1570
- Deux livres ; l'un de la sphère qui est meue, et l'autre du lever et coucher des estoilles non errantes. Ensemble le livre de Théodose des habitations de Autolycus et Pierre Forcadel, 1527
- Gemma Frison, traduction Pierre Forcadel: L'arithmetique 1582